# Прибина
Прибина (Pribina, Privina, Priuuinna, ? – 861) е първият документално потвърден княз на Нитранското княжество. През 825 – 833 година е нитрански княз, през 840 – 861 е първи княз на Блатненското княжество, което се намира около езерото Балатон на територията на днешна Унгария.
За главен източник на информация за Прибина служи хрониката Libellus de conversione Bagoariorum et Carantanorum, създадена в Залцбург през 870 година. Прибина, за когото е неизвестно дали е християнин, основава първата християнска църква в Нитра, осветена в 828 година от Адалрам, залцбургски епископ. През 833 година е нападнат в Нитра от великоморавския княз Моймир I. После отива със семейството си при хан Маламир и моли за помощ, но Маламир вече е сключил мир с франките. Официално е покръстен през 837 г. в Трайсмауер (в днешна Австрия), а Лудвиг II му дава Блатненското княжество, където построява столицата Блатноград (днес унгарския град Залавар).
Прибина загива през 861 година по време на битка с великоморавския княз Ростислав.